# Шакріані
Шакріані (груз. შაქრიანი) — село в Грузії.
За даними перепису населення 2014 року в селі проживає 377 осіб.